# Grace Tsitsi Mutandiro
Grace Tsitsi Mutandiro (* im 20. Jahrhundert) ist eine simbabwische Diplomatin.

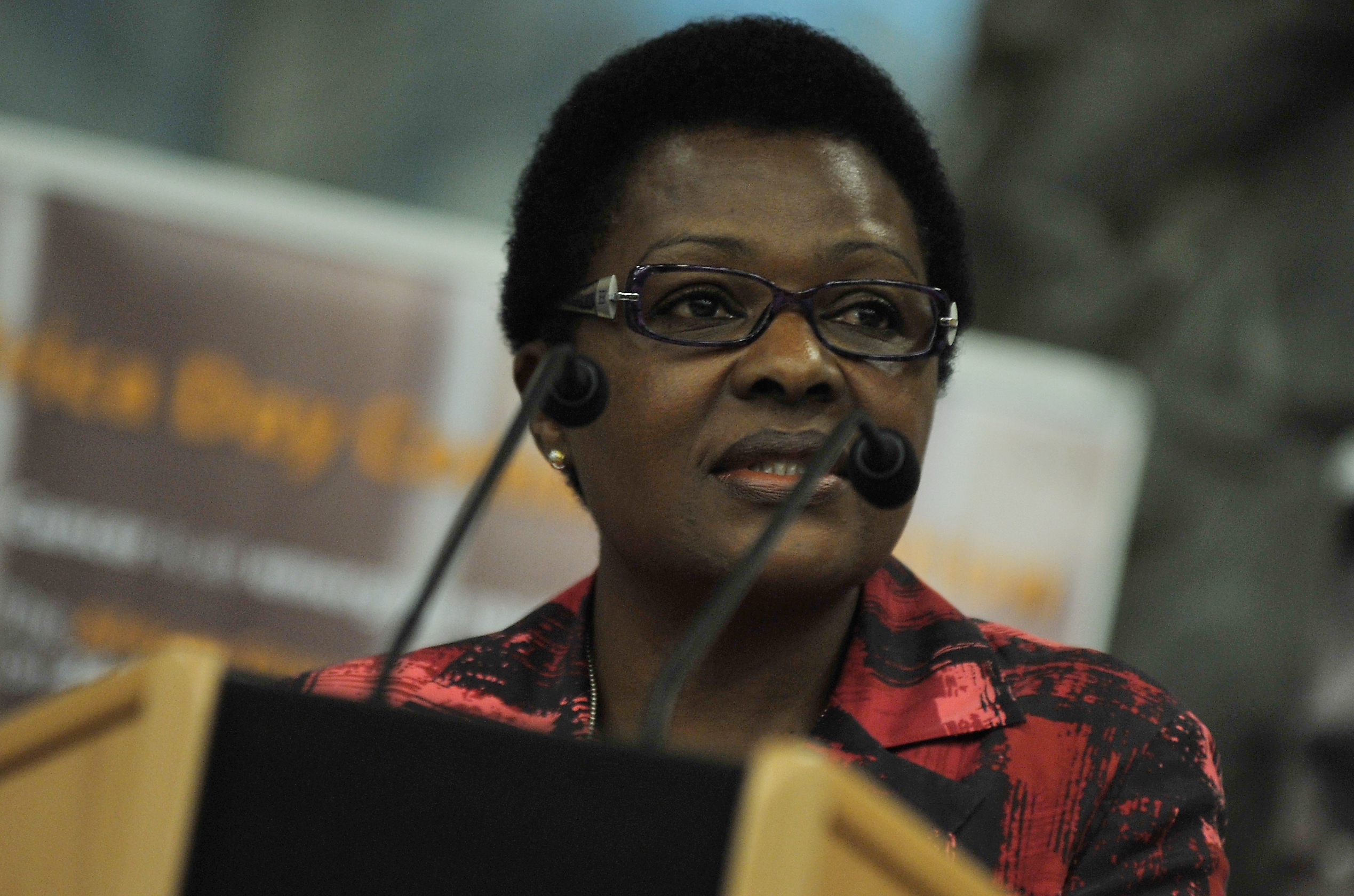
In 2010

## Werdegang
Grace Tsitsi Mutandiro erwarb einen Bachelor of Administration an der University of Zimbabwe und einen Bachelor of Laws an der Universität von Südafrika im Jahr 2002.
Sie war Counsellor an den Botschaften von Simbabwe in Frankreich bzw. Südafrika. Von 1997 bis 2003 arbeitete sie als Sonderassistentin im Generalsekretariat des Präsidenten und Kabinetts sowie des Direktors in der Präsidialkanzlei. Sie war auch Sekretärin des Präsidialausschusses für die Überprüfung des Landes (des Utete-Ausschusses). 2004 wurde sie zur Botschafterin in Österreich  mit mehrfacher Akkreditierung in der Tschechischen Republik und der Slowakischen Republik ernannt und war Simbabwes Ständige Vertreterin bei der Internationalen Atomenergiebehörde (IAEO), der Organisation der Vereinten Nationen für Kriminalität und Drogen (UNODC), Organisation der Vereinten Nationen für industrielle Entwicklung (UNIDO) und die Vorbereitungskommission für die Organisation des Vertrags über das umfassende Verbot von Tests (CTBTO). 2015 wurde sie zur Sekretärin für Land und ländliche Neuansiedlung und anschließend zur Sekretärin für Umwelt, Wasser und Klima ernannt.